# Ewa Czerwionko-Przybyszewska
Ewa Czerwionko-Przybyszewska (ur. 15 września 1918 w Krakowie, zm. 27 lutego 1999 w Warszawie) – lekarz-pediatra, żołnierz Armii Krajowej, dama Virtuti Militari.

## ŻYciorys
Córka Wincentego Podgórskiego i Jadwigi z domu Jarosz, miała dwóch braci. W 1937 r. zdała egzamin maturalny w Żeńskim Gimnazjum Humanistycznym w Bydgoszczy. Po maturze rozpoczęła studia na Wydziale Leśno-Rolniczym Uniwersytetu Poznańskiego, rok później przeniosła się na medycynę. 
Wybuch II wojny światowej przerwał jej naukę. Jej ojciec, jako polski działacz przedwojenny, został rozstrzelany przez Niemców. Ona sama przeniosła się do konserwatorium muzycznego, zaangażowała się w tajne nauczanie. W 1942 r. przedostała się do Generalnego Gubernatorstwa aby wznosić przerwane studia medyczne w "Szkole Zaorskiego" w Warszawie. Nadal brała udział w tajnym nauczaniu, dodatkowo przygotowywała fałszywe dokumenty tożsamości dla Polaków i Żydów. Związała się z Socjalistyczną Organizacją Bojową, dla której przewoziła materiały służące do produkcji broni. Jako przedwojenna członkini Przysposobienia Wojskowego Kobiet została w 1944 r. zaprzysiężona jako żołnierz podziemia i przyjęła pseudonim "Ewa I". Weszła w skład patrolu sanitarnego Wojskowej Służby Kobiet w Obwodzie Praga Armii Krajowej. 
Po wybuchu powstania warszawskiego służyła jako sanitariuszka w pułku "Baszta". Podczas opiekowania się rannymi powstańcami poznała ppor. Wojciecha Czerwionko-Przybyszewskiego, z którym zawarła cywilny związek małżeński. 27 września wyszła z grupą cywilów z Warszawy, trafiła do obozu przejściowego Dulag 121 Pruszków. Udało się jej zbiec i ukryć w Niedźwiedziu. Tu, 28 października, zawarła ślub kościelny. 
Po zakończeniu działań wojennych przeniosła się z mężem do Krakowa. Ukończyła studia medyczne, w 1947 r. została zatrudniona jako internista w Gryfowie Śląskim. W 1949 r. przeniosła się do Giżycka, gdzie objęła stanowisko ordynatora oddziałów dziecięcych i powiatowego inspektora pediatrii. W 1952 r. uzyskała II stopień specjalizacji w zakresie pediatrii, w szpitalu w Mrągowie zorganizowała oddział dziecięcy. W kolejnych latach pracowała w Olsztynie, Morągu, Wałbrzychu, Świebodzinie, Nowej Soli oraz we Włocławku. W 1984 r. przeszła na emeryturę i zamieszkała w Warszawie. Nadal pracowała w zakresie pediatrii. Zmarła 27 lutego 1999 r.

## Życie prywatne
Miała dwóch braci – starszego Juliusza i młodszego Andrzeja. Poślubiła ppor. Wojciecha Czerwionko-Przybyszewskiego, z którym miała czwórkę dzieci: Tomasza (ur. 1946), Macieja (1948), Wojciecha (ur. 1950) i Barbarę (ur. 1956).

## Ordery i odznaczenia
Za swą służbę otrzymała odznaczenia:
- Krzyż Srebrny Virtuti Militari,
- Srebrny Krzyż Zasługi z Mieczami,
- Medal za Warszawę 1939–1945,
- Medal Zwycięstwa i Wolności 1945,
- Odznaka Grunwaldzka,
- Odznaka "Zasłużony dla Polskiego Towarzystwa Lekarskiego",
- Odznaka "Przyjaciel Dziecka".